# Чернов, Вячеслав Фёдорович
Вячеслав Фёдорович Чернов (22 января 1955, с. Рузаевка, Чистоозерный район, Новосибирская область, РСФСР) — советский и казахстанский государственный деятель. Чрезвычайный и Полномочный Посланник 2-го класса.

## Биография
Чернов Вячеслав Фёдорович родился 30 июня 1939 года в селе Чистоозерное Чистоозерного района Новосибирской области.

### Образование
В 1963 году окончил Омский сельскохозяйственный институт им. С.М. Кирова по специальности инженер- механик.
В 1980 году окончил Академию общественных наук при ЦК КПСС (заочно).

### Трудовая деятельность
Трудовую деятельность начал в 1956 году рабочим на строительстве Чистоозерного маслозавода в Новосибирской области.
После института работал инженером Кокчетавского областного объединения «Целинсельхозтехника» (1963).
После службы в армии (1963–1965) занимал должности главного инженера и заместителя председателя объединения «Казсельхозтехника» (1965–1973).
В 1973–1979 годах — заместитель заведующего отделом обкома партии, первый секретарь Красноармейского райкома партии Кокчетавской области.
В 1979–1985 годах — председатель областного объединения «Казсельхозтехника».
В 1985 году — первый заместитель председателя облагропрома.
В 1985–1988 годах — инструктор ЦК КПСС.
С 1988 по 1990 год — второй секретарь Джамбулского обкома партии.
В 1990–1992 годах — председатель Джамбулского облисполкома.
С февраля 1992 по июнь 1994 года — глава администрации Семипалатинской области. После отставки в течение 17 лет работал в дипломатических структурах Республики Казахстан в Российской Федерации: с июня 1994 года — советник-посланник Посольства РК в РФ, также занимал посты в торговом представительстве Казахстана в России.
В настоящее время на пенсии, проживает в Москве.

## Общественная деятельность
Избирался депутатом Верховного Совета Республики Казахстан XII созыва от Свердловского избирательного округа № 89 Джамбулской области.

## Награды
Награждён орденами Трудового Красного Знамени, дважды орденом «Знак Почёта», а также четырьмя медалями.

## Семья
Женат. Супруга — Чернова Юлия Фёдоровна. Имеет сына (Кирилл, 1964 г.р.), двух дочерей (Марина, 1966 г.р.; Наталья, 1966–1999 гг.) и шестерых внуков.